# Shun’ichi Iwasaki

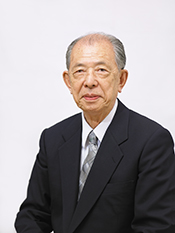
Iwasaki (2013)

Shun’ichi Iwasaki (japanisch 岩崎 俊一, Iwasaki Shun’ichi; * 3. August 1926; † 25. Juli 2025) war bis zu seiner Emeritierung 1989 Professor an der Universität Tōhoku und bis 1988 an der Lanzhou-Universität (China). Er war maßgeblich an Entdeckungen beteiligt, die zur Entwicklung moderner Computer-Festplatten führten.

## Akademischer Werdegang
Shun’ichi Iwasaki studierte ab 1949 an der Ingenieurwissenschaftlichen Fakultät der Universität Tōhoku Kommunikationstechnologien. 1958 wurde er Assistenz-Professor und im Juni 1964 Professor an der Universität Tōhoku. 1983 wurde er Vizepräsident der Magnetics Society of Japan. ab dem April 1986 leitete er dann das Research Institute of Electrical Communication der Universität Tōhoku und wurde Mitglied des Rates der Universität. 1988 wurde er an der Lanzhou-Universität emeritiert, im April 1989 auch an der Universität Tōhoku, stieg aber zeitgleich zum Präsidenten des Tohoku Institute of Technology auf. Im Mai des gleichen Jahres wurde er auch Präsident der Magnetics Society of Japan. Im Mai 1991 wurde er Mitglied des Rates der Institute of Space and Astronautical Science und war 1991 bis 2000 Mitglied des Science Council of Japan. 2003 wurde er Mitglied der Japanischen Akademie der Wissenschaften.
Iwasaki stellte 1976 erstmals fest, dass bei einer senkrechten Ausrichtung des magnetischen Moments bei Datenträgern, statt wie bislang üblich parallel zur Rotationsrichtung des Datenträgers, eine höhere Datendichte möglich ist. Dies ist die wesentliche Erkenntnis, die zur Entwicklung des Perpendicular Recording führte.
1987 wurde er als Person mit besonderen kulturellen Verdiensten geehrt, 2013 wurde er mit dem Kulturorden ausgezeichnet.